# Magills tång

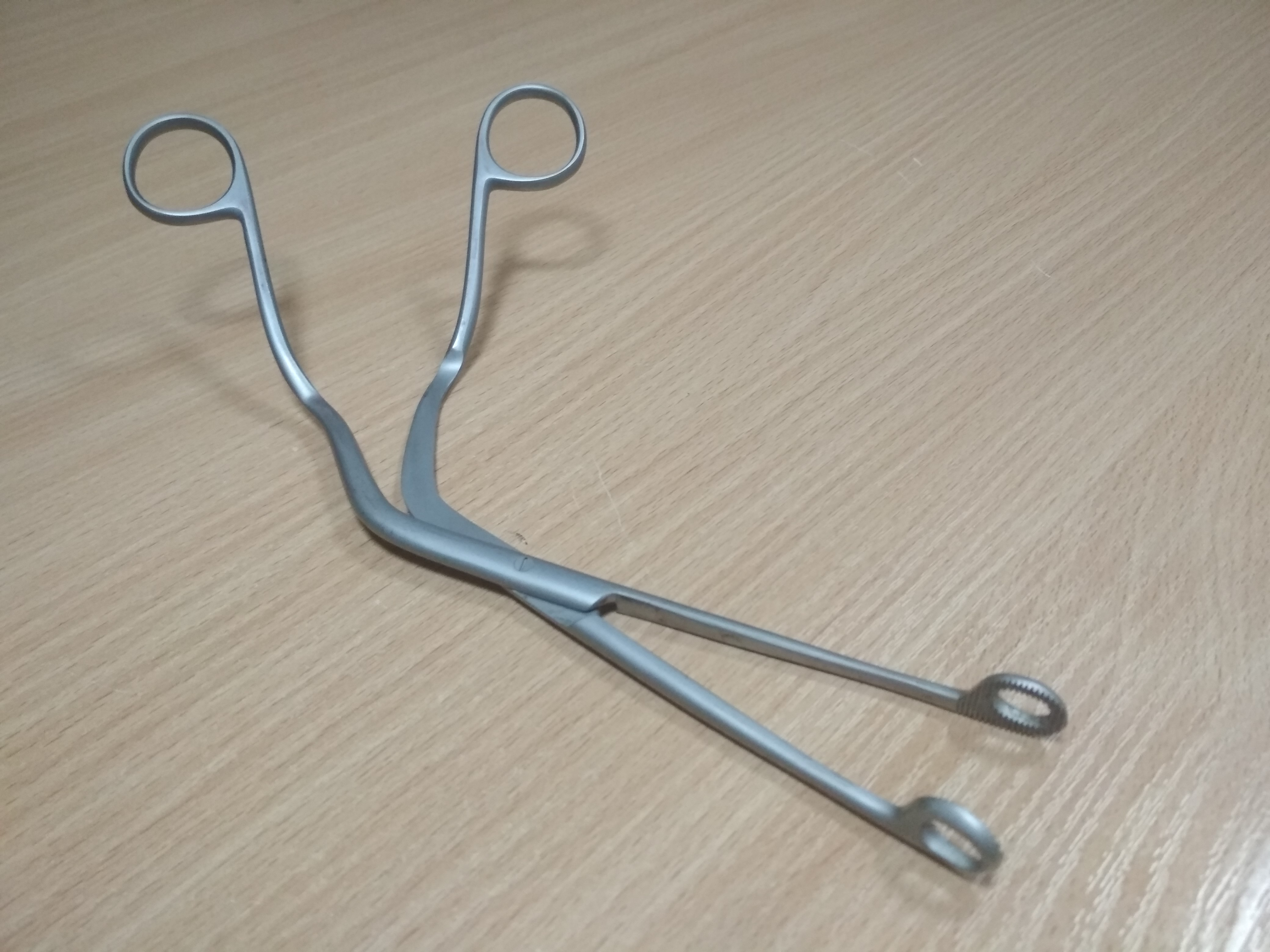
Magills tång.

Magills tång är ett redskap som används för att avlägsna främmande föremål från strupen eller för att ledsaga vid intubation. Det är uppkallat efter anestesiologen Ivan Magill (1888–1986).